# Pensiero e opere di Nikolaj Černyševskij
(Nikolaj G. Černyševskij, in Cavaignac, pubblicato sul Sovremennik, 1858. Citato in F. Venturi, Il populismo russo I, p. 289)

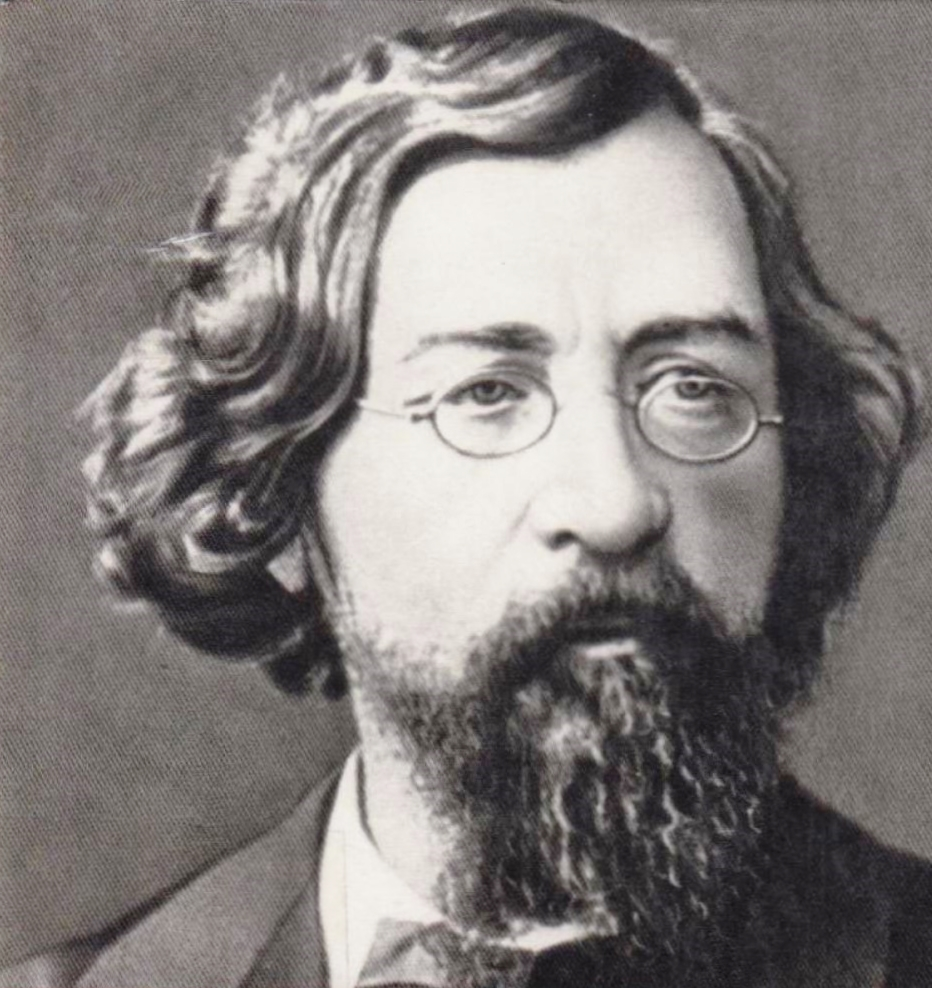
Nikolaj Černyševskij nel periodo dell'esilio ad Astrachan'

Firma di Nikolaj Černyševskij

Il  pensiero di Nikolaj Černyševskij è stato il costante punto di riferimento ideologico del movimento populista della seconda metà del XIX secolo, che ebbe in Narodnaja volja la sua espressione più compiuta e drammatica, e ha continuato ad agire da elemento catalizzatore anche dopo, in figure centrali della rivoluzione d'ottobre come Lenin. Intellettuale versatile, poliglotta, grande erudita, dovette spesso consegnare alle sole forme di scrittura che gli furono consentite dalla censura zarista, quali la critica letteraria e il romanzo, le sue riflessioni di carattere prevalentemente politico e sociale, formatesi in antitesi netta con l'allora dominante pensiero idealistico. La riflessione che Černyševskij portò avanti specialmente dalle pagine del Sovremennik, toccò i vari campi del sapere e se da un lato questo fatto testimonia la ricchezza dei suoi studi, dall'altro ciascuno di essi finiva con il conclamare la necessità di una nuova morale, di modo che la battaglia che quasi solitario lo vide opporsi all'autocrazia può dirsi riconducibile a quest'unico fine, che rappresenta il suo interesse più autentico e quasi assoluto.
La sua opera più nota è il romanzo Che fare?.

## L'estetica

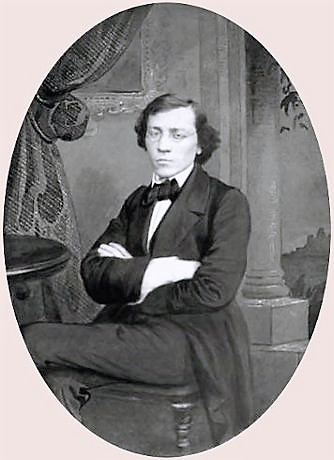
Nikolaj Černyševskij nel 1853

I rapporti estetici tra arte e realtà è il titolo della tesi che Černyševskij, per conseguire il titolo accademico di dottore (in russo магистр наук?, magistr nauk: dottore in scienze) in Scienze storiche e filologiche presso la facoltà di Filosofia, scrisse entro il 1853, ma che discusse e pubblicò solo due anni dopo, quando, morto lo zar Nicola I, sembrarono aprirsi spiragli di libertà maggiori e conclusioni ardite, quali quelle proposte dal candidato, potevano essere esposte pubblicamente. Lo studio sovverte le basi ideologiche della teoria estetica allora dominante, di derivazione hegeliana, e dichiara la realtà più importante della rappresentazione artistica.
Alla pretesa idealistica secondo cui la realtà deve conformarsi a un'idea astratta di bellezza, Černyševskij replica che la misura del sublime non risiede in una superiore realtà spirituale, bensì nella natura stessa, e che lungi dall'essere assoluta, è storicamente e socialmente determinata. Come esempio Černyševskij assume il modello di bellezza femminile: se gli strati alti della società considerano piacente la donna pallida e sottile, quelli bassi propendono per il tipo robusto e dalle guance vermiglie, vedendo nell'immagine precedente una persona malata invece che attraente. L'ideale di bellezza è dunque influenzato dalla vita reale delle persone, sono le condizioni e le modalità in cui la vita si sviluppa a creare il sentimento estetico. Esso deve soddisfare non l'ideale, ma il reale, non il «surrogato» della vita, quanto la vita medesima, mai perfetta e nondimeno sempre più ricca e luminosa del mero prodotto dell'immaginazione. In fondo si tratta di distinguere l'artificioso dal reale, la menzogna dalla verità, e il criterio per avere la certezza di non sbagliare è l'esperienza, «somma rilevatrice di inganni, che disincanta non solamente nelle questioni pratiche, ma anche negli affari di cuore e di pensiero».
Protetto dal paravento dell'estetica, Černyševskij affrontava invero altre questioni. Ciò che più gli premeva era esortare il lettore a rinunciare alle fantasticherie romantiche, frutto di una misera realtà, ad abbandonare i sogni che nascono sempre quando una persona si pone in una «falsa posizione», a non lasciarsi abbacinare dalle irrilevanti perfezioni dello stile, e a lavorare per costruirsi, al contrario, una «concezione pratica» della vita, più utile dei vani discorsi intorno alla letteratura per crescere come individuo.
« L'apologia della realtà in confronto della fantasia, la tendenza a mostrare che le opere d'arte non possono assolutamente sostenere il confronto con la viva realtà, ecco la sostanza di questa dissertazione. Ma parlare così dell'arte non significa abbassare l'arte? Sì, se dimostrare che l'arte è inferiore alla vita reale per perfezione artistica delle sue opere, significa abbassare l'arte; ma insorgere contro i panegirici non vuol dire ancora essere un denigratore. La scienza non pensa di essere al di sopra della realtà, e questa non è per lei una vergogna. Neppure l'arte deve pensare di essere superiore alla realtà; ciò non è per essa umiliante. Che nemmeno l'arte si vergogni di riconoscere che il suo scopo è di riprodurre secondo le forze, questa preziosa realtà e di spiegarla per il bene dell'uomo. »
La rivoluzionaria visione dell'estetica di Černyševskij incontrò la resistenza del mondo letterario ufficiale che gli imputava di voler negare l'arte, ma in realtà era attaccata l'adozione di un modello interpretativo della realtà, versante socio-politico compreso, finalizzato al suo rovesciamento. Tuttavia i principi estetici di Černyševskij non restarono lettera morta e ispirarono, tra i primi, il poeta Nekrasov e i pittori detti itineranti.

## La critica letteraria

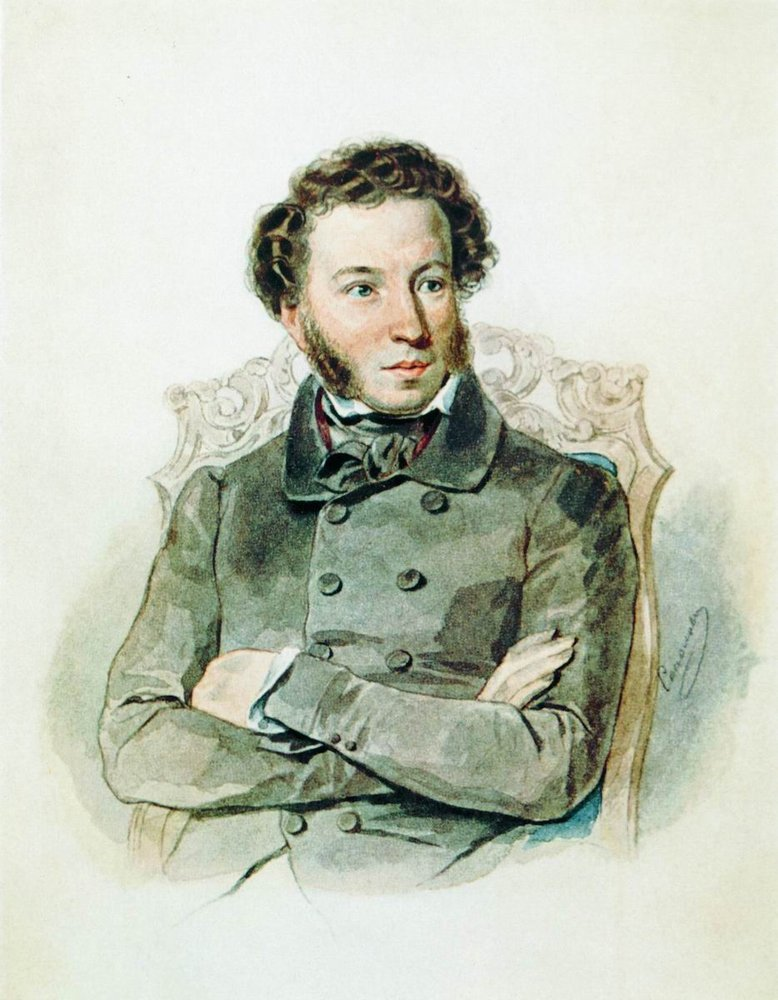
Aleksandr Puškin in un ritratto del 1836 di Sokolov

Černyševskij non aveva mai voluto creare una nuova estetica, ma semplicemente dichiararne l'irrilevanza, a fronte, invece, della grande funzione che riconosceva alla letteratura come fattore di attrazione della vita intellettuale del paese. Depurata dalle insignificanti questioni estetiche, la letteratura doveva riempirsi di contenuto, militare al servizio degli interessi popolari, interpretare al meglio il proprio ruolo educativo in un sistema politico repressivo, che non consentiva altri veicoli per la trasmissione delle idee: «Nelle nazioni dove la vita spirituale e sociale ha raggiunto un alto sviluppo esiste, se ci si può così esprimere, una divisione del lavoro tra i vari rami dell'attività mentale, mentre noi ne conosciamo solo uno, la letteratura».
La responsabilità di educare il popolo imponeva ai rappresentanti della cultura di non celebrare il folklore popolare come elemento genuino nato dal suo seno e quindi espressione di una tradizione tutta nazionale, giacché «i barbari son tutti simili tra di loro, mentre ciascuna delle nazioni colte si distingue per una personalità nettamente disegnata». Che i motivi ricorrenti nel folklore siano comuni a tanti popoli è verità scoperta  dai fratelli Grimm dopo anni di studi nei quali avevano cercato di dimostrare l'originalità dei tedeschi rispetto ai francesi, per poi arrendersi all'evidenza che il carattere veramente nazionale non passa dalle tradizioni popolari. Non che Černyševskij si accontenti di denunciare l'assenza di una tradizione autenticamente nazionale nella produzione popolare, per togliere agli slavofili l'argomento prediletto in favore del culto da loro professato del popolo, in quanto chiarisce che questo genere di esaltazione non fa altro che «confinare il popolo in un piano di cultura inferiore», mentre era necessario sprovincializzarlo e renderlo partecipe di un movimento di pensiero più ampio e formativo.
Le idee sviluppate nella tesi di dottorato concorsero alla nascita di una nuova critica letteraria, di stampo «realista», che avrebbe dovuto dare precedenza, nell'analisi dei testi, all'esposizione dei bisogni autentici degli esseri umani, come il desiderio di amore, di giustizia, di una vita migliore per sé e per gli altri, molto più sentiti dell'aspirazione al bello. Ne i Saggi del periodo gogoliano della letteratura russa, del 1856, Černyševskij fa la storia della critica del suo Paese in quel momento cruciale che furono gli anni '40, segnati da Belinskij, un maestro per le future generazioni, colui che aveva avvicinato la letteratura nazionale all'Occidente, sostenendo senza paura che era meglio imitare l'Europa piuttosto che continuare ad esaltare, sulla scia degli slavofili, le tradizioni popolari. Quindi Černyševskij indica in Gogol' l'esempio più alto di autore in grado di portare una profonda riflessione sulla realtà sociale della Russia, assistito da un linguaggio peculiare, sempre in bilico tra il comico e il tragico, e pertanto di fare della letteratura un mezzo per comprenderla.
Nel medesimo anno, il 1856, Černyševskij scriveva il saggio Aleksandr Sergeevič Puškin. La sua vita e le opere, nel quale tenta la difficile operazione di rinnovare l'immagine del grande poeta, ferma all'epoca, non essendo di pubblico dominio la produzione libertaria e i suoi rapporti con i decabristi, a quella di splendido «cantore della "beltà eterna" della natura e della grazia femminile», mettendone in rilievo il vero valore.
 « Sulle prime i lettori furono colpiti dalle doti artistiche delle poesie e dei poemi..., ma in seguito, a poco a poco cominciarono ad appassionarsi a un'altra qualità delle sue opere. Questa qualità importantissima era costituita dal fatto che per primo Puškin prese a descrivere i costumi e la vita dei diversi ceti del popolo russo manifestando sorprendente veridicità e acume. Cosa che prima di lui nessuno aveva mai fatto. I suoi predecessori molto raramente avevano scelto a oggetto dei propri racconti la vita russa e, comunque, l'avevano descritta in modo innaturale e impreciso. »
Puškin aveva preparato il terreno per l'avvento di Gogol' e non era né, come sosteneva Družinin, il campione dell'arte pura né, come ritenuto dai liberali, in riferimento all'Onegin, un assertore dell'indifferentismo sociale.
La convinzione che la letteratura fosse, in un paese arretrato, lo strumento migliore atto a garantirne la crescita spirituale, è ribadita da Černyševskij nella biografia incompiuta, pubblicata a puntate sul Sovremennik, di Lessing, cui viene riconosciuto il merito di aver dato alle lettere tedesche «la forza di essere il centro della vita nazionale», e di aver così contribuito ad accelerare l'ingresso della Germania nella modernità. Questo lavoro del 1857 non fu ultimato perché l'attenzione del suo autore si era spostata sulla riforma contadina avviata dallo zar in un clima di relativa libertà d'espressione, circostanza che gli consentì di abbandonare la critica letteraria e di lasciare quella che per lui era sempre stata un'occupazione di ripiego alla penna corrosiva del giovane amico Dobroljubov.

## La difesa dell'obščina

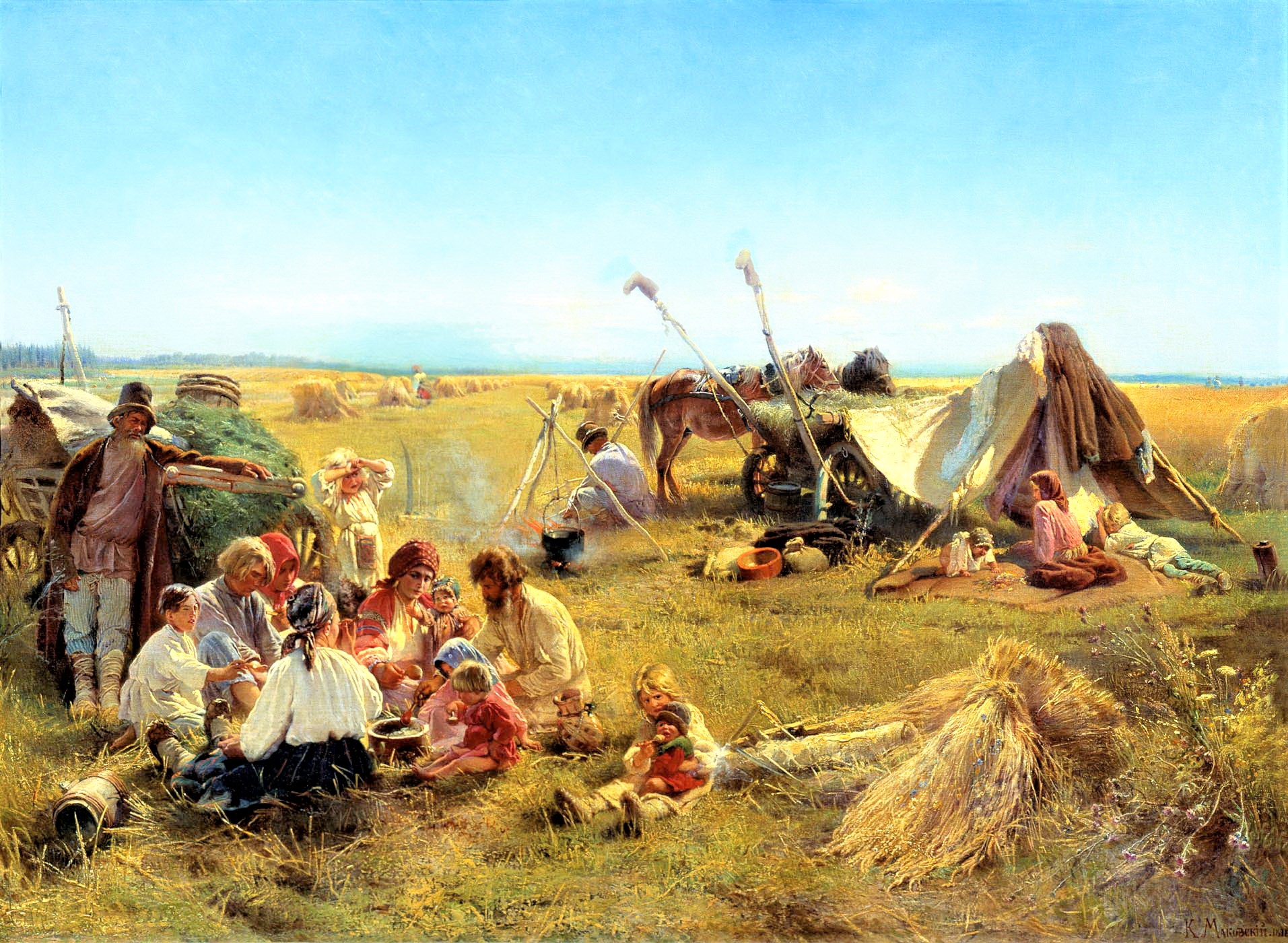
«Pranzo contadino sul campo», opera di Makovskij, conservata presso la pinacoteca di Taganrog

Černyševskij prese a farsi paladino della comune contadina sul Sovremennik, nei numeri 9 e 11 del 1857, in un saggio dal titolo Sulla proprietà fondiaria, dove critica le posizioni liberali di economisti quali Jean-Baptiste Say e Frédéric Bastiat, che ritengono la proprietà privata lo stadio superiore e ultimo del processo storico, richiamandosi ad Adam Smith che, nel terzo libro de La ricchezza delle nazioni, spiega come dopo la caduta dell'Impero romano, il passaggio da una forma all'altra dei rapporti di occupazione della terra (servitù, colonia parziale, affittanza) era stato determinato dal sempre maggior grado di interesse manifestato dal coltivatore nell'accrescimento della produttività del suolo. Ora — osserva  Černyševskij — nei paesi europei in cui il capitalismo si era ormai affermato, ossia la Francia e l'Inghilterra, questo principio non era rispettato. In Francia, dove era assai diffusa la piccola proprietà terriera, i contadini non avevano risorse sufficienti da investire nelle migliorie e la redditività non poteva crescere; mentre in Inghilterra, dove era dominante il sistema del farmer a contratto, si arrivava al paradosso che, se la produzione saliva, grazie al lavoro del contadino che pure vi aveva impiegato suoi capitali, al momento di firmare un nuovo contratto, questi si trovava a dover pagare un canone superiore al precedente, in proporzione all'avvenuto potenziamento dello sfruttamento del terreno. Ne conseguiva che il contadino a contratto non poteva avere un reale interesse nel far sì che la terra fruttasse di più, considerando che dei benefici veniva a goderne il proprietario e non lui. Quanto poi alla maggioranza della popolazione agraria, era costituita da miseri braccianti.
Sul tema Černyševskij sarebbe tornato con il saggio Critica dei pregiudizi filosofici contro la proprietà comunitaria della terra, pubblicato un anno dopo il precedente sul numero 12 del Sovremennik, facendo la teoria della superiorità del modo di produzione collettivistico della terra in reazione ai fautori della proprietà privata. Non che intendesse porsi nel solco degli slavofili, alfieri acritici dell'obščina come di un’istituzione da preservare solo perché parte della tradizione popolare, volendo egli difendere il principio del lavoro comune senza mitizzare l’organizzazione reale «di tali vestigia dell’antichità primitiva». Lo scopo era andare oltre gli slavofili e i liberali per avvalorare l’inevitabilità di un terzo stadio di sviluppo, capace di «unire il vantaggio dell'agricoltore al miglioramento della terra e all'ottimizzazione della produzione».
Nel saggio, la difesa della comunità agraria su basi scientifiche procede attraverso la formulazione di due assiomi che Černyševskij, con l’abituale ironia, cerca di rendere d’immediata comprensione, non tanto all'avveduto lettore quanto all'avversario liberale dalla scarsa sagacia, corredandoli con una serie di esempi tratti dalle diverse branche del sapere e sfere della vita.
Il primo assioma, la cui struttura è un’esposizione del processo dialettico triadico hegeliano, è così enunciato: «In quanto alla forma, lo stadio superiore dello sviluppo è analogo al momento iniziale da cui ha avuto origine». Relativamente alla questione agraria, quindi, a un primo stadio che vide presso tutti i popoli primitivi, pressoché nomadi e privi di solidi legami con un apprezzamento specifico, il possesso comunitario della terra, ne è succeduto un secondo, fondato sulla proprietà privata, che ha contribuito ad aumentare la produzione attraverso investimenti mirati di denaro e lavoro, cui dovrà subentrarne un terzo in grado di conciliare gli interessi del lavoratore con la crescita della produzione. Nel riproporre la forma collettivistica del primo stadio, il terzo se ne discosterà tuttavia nel contenuto, caratterizzato da un'incomparabile maggiore crescita. Tra gli esempi portati da Černyševskij a supporto della sua tesi, citiamo: in biologia, la massa cerebrale si presenta gelatinosa nella forma, a somiglianza dello stadio inferiore della vita animale rappresentato dai molluschi, mentre il secondo vede la preminenza della carne come «elemento principale del regno animale»; in filologia, tutte le lingue partono da una condizione in cui sono assenti coniugazioni e declinazioni e le parole non subiscono modificazioni di sorta in relazione alla loro funzione grammaticale, poi appaiono e si incrementano le flessioni, finché non si torna alla semplificazione originaria, e infatti nell'inglese moderno, come nella lingua cinese, simile a quelle arcaiche, «io vado a casa», si dice allo stesso modo, «io andare casa»; il commercio, presso le tribù primitive era libero dai dazi doganali, poi per proteggere lo sviluppo dell’industria nazionale fu introdotto il protezionismo, ed ecco che economisti del calibro di Robert Peel rilanciavano di nuovo la libertà di scambio. Sempre quindi ricompare la forma primitiva, solo che le ragioni che decidono il suo ritorno «al termine dello sviluppo e le cause che ne hanno determinato l’esistenza al suo inizio sono diametralmente opposte. Raggiungendo un certo grado di intensità, quelle stesse circostanze che, ad un grado inferiore, erano contrarie alla forma primitiva, si trasformano inevitabilmente in condizioni del suo ripristino».

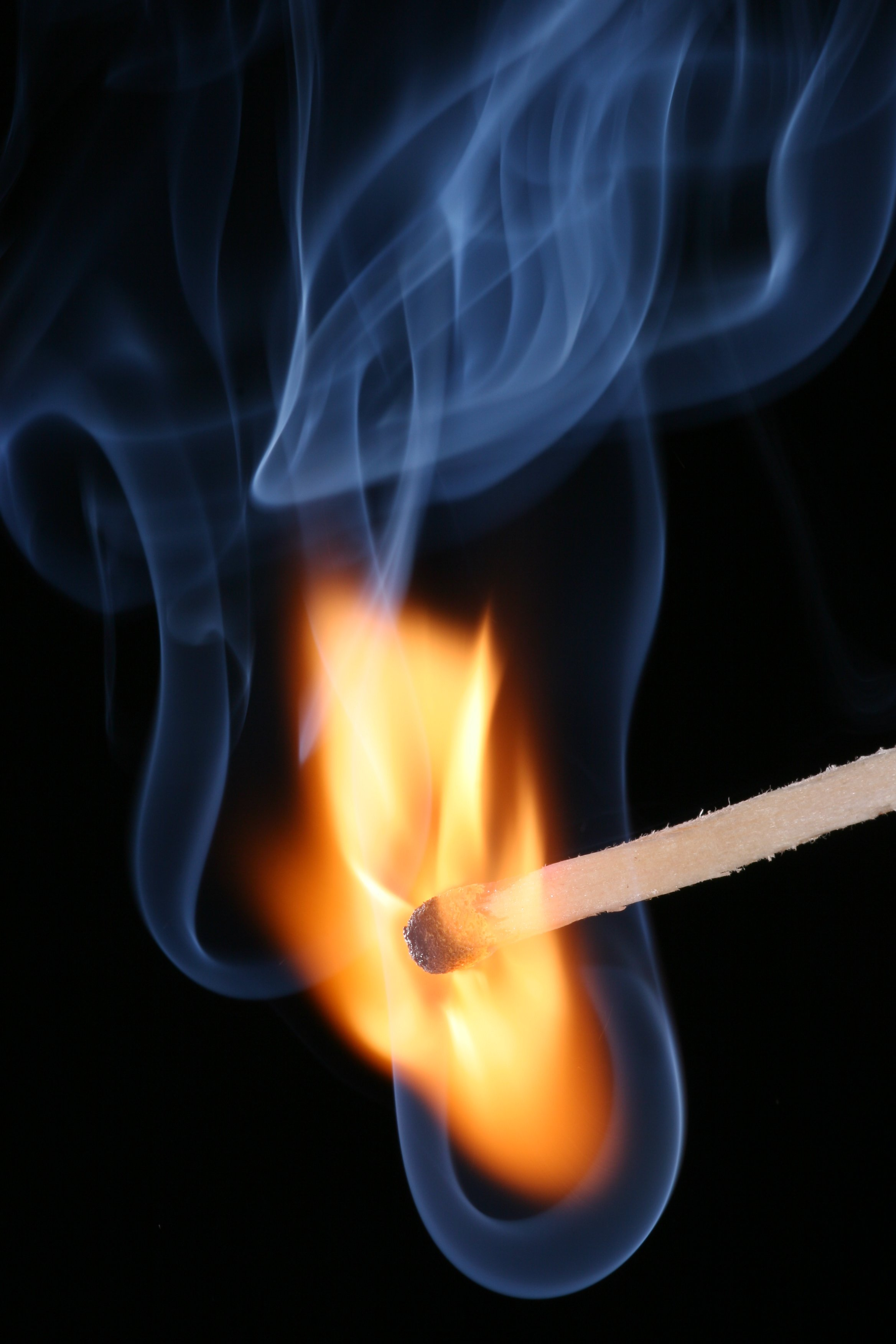
Il fiammifero

Il secondo assioma recita: «Sotto l’influenza dell’alto livello di sviluppo che un dato fenomeno della vita sociale ha raggiunto nei popoli progrediti, questo fenomeno può, presso gli altri popoli, godere di un rapido sviluppo ed elevarsi dal grado inferiore direttamente al superiore, evitando i momenti logici intermedi». Per chiarire il suo pensiero, Černyševskij illustra il lungo processo che in natura porta il legno alla combustione: umidità, decomposizione, fermentazione, essiccazione, formazione del carbone nero, sua modificazione in carbone ardente, apparizione della fiamma. Ciascuno stadio è un momento logico del processo di combustione. Ma la modernità conosceva il fiammifero di fosforo, e questa scoperta consentiva il salto dal primo stadio direttamente all’ultimo, senza dover superare i gradi intermedi. È ovvio che una volta inventato il fiammifero, nessuno per accendere il fuoco avrebbe atteso il compiersi del processo naturale di combustione del legno. Precisamente, il fiammifero avrebbe agito da fattore di accelerazione. Lo stesso poteva dirsi per i fenomeni della vita individuale e sociale. Un popolo arretrato che non aveva cognizione dello sviluppo industriale, doveva farne per forza esperienza diretta e tollerarne gli effetti negativi quando, avendo dimostrato la veridicità del primo assioma, tale sistema sarebbe stato abbandonato per tornare al modello comunitario primitivo? Questo popolo doveva necessariamente affrontare tutte le fasi del processo storico? No, non doveva, perché avrebbe agito su di esso come forza di accelerazione il contatto con il popolo progredito, che aveva già compiuto l'intero percorso. In sintesi, conclude Černyševskij, «la storia come una nonna, ama straordinariamente i nipotini più piccoli», e a loro non dà semplici ossa, ma quelle del midollo spinale.
Furono così poste da Černyševskij le basi teoriche, poi acclamate e fatte proprie dal movimento populista coevo e successivo all'andata nel popolo, del passaggio rapido della Russia al socialismo, beneficiando delle conquiste tecniche del capitalismo senza che i lavoratori ne dovessero subire per forza i drammatici contraccolpi. Il ruolo del fiammifero, ovvero il fattore di accelerazione nella contingenza specifica, sarebbe stato rappresentato dalla rivoluzione contadina.

## Il pensiero economico e l'ideale socialista
(Nikolaj G. Černyševskij)

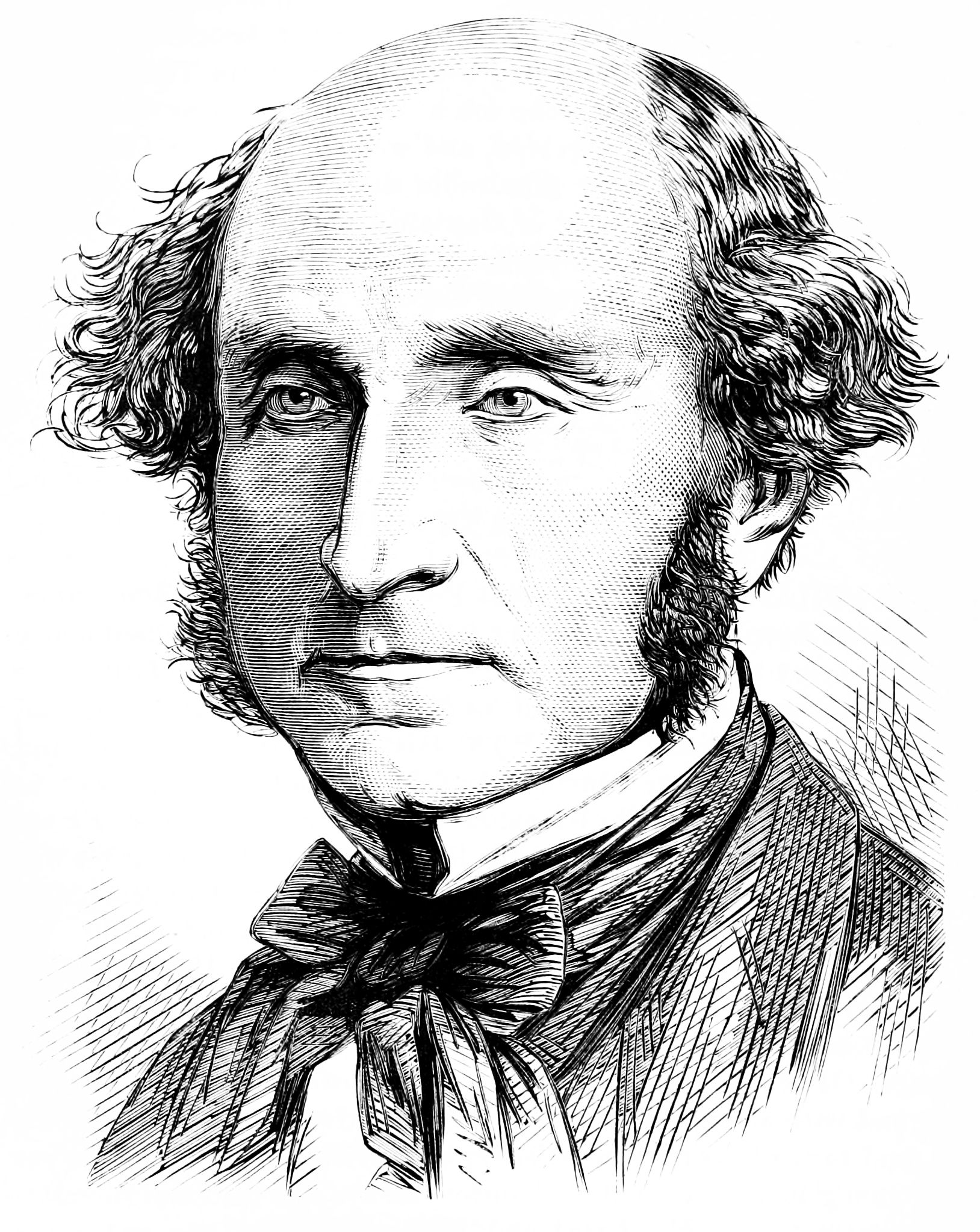
John S. Mill in un'incisione del 1872-1873

All'inizio del 1860 Černyševskij si dedicò allo studio dell'economia politica che lo portò a concludere come il capitalismo fosse uno stadio transitorio e innaturale del processo produttivo. Non approfondì le dinamiche della produzione capitalistica, ma ne colse l'essenziale, gli elementi di progresso e quelli negativi. Bersaglio privilegiato della sua polemica sono i liberali che, fautori del laissez-faire, non vogliono l’intervento dello Stato in economia. Ma in Russia — fa notare Černyševskij — l'economia era nelle mani dello Stato e discutere se dovesse o meno intervenire nelle questioni economiche era una perfetta perdita di tempo. In linea di principio egli stesso non era contrario al laisser faire, tuttavia solo in caso di elevata produttività e di alto rendimento del lavoro, cioè di benessere reale goduto dalla manodopera, fatto che avrebbe reso superflua l'ingerenza statale in economia. In generale però lo Stato doveva prendere provvedimenti per abbattere i monopoli, concepiti al fine di contrastare la concorrenza, e per garantire una divisione più equa della ricchezza. Nel caso particolare poi della Russia, l'azione del governo era indispensabile per assicurare la sopravvivenza della comune contadina, essendo l'agricoltura la principale voce produttiva del paese.
In Capitale e lavoro, Černyševskij oppone al libero mercato l'economia razionale del socialismo, estrinsecazione degli interessi del popolo lavoratore che prende coscienza di essere altro dal ceto medio. Tale riflessione si puntualizzò nel 1861 quando Černyševskij iniziò la traduzione dei Principi dell'economia politica di John Stuart Mill, fermandosi al primo libro corredato da un apparato di note, in cui circostanziava il proprio pensiero, mentre gli altri quattro si limitò a commentarli attraverso una scelta di brani. Il capitalismo gli appare un sistema ingiusto e contraddittorio, che sfrutta l'aumento della produzione per l'esclusivo vantaggio del capitale, serbando al lavoratore i soli mezzi atti a garantirne la sopravvivenza. La miseria così generata è considerata da Černyševskij un ostacolo all'ulteriore sviluppo della produzione, in perenne balìa delle fluttuazioni del mercato.
Al modo di produzione capitalista doveva succedere quello socialista che, nella sua visione, è regolato dai bisogni reali, precedentemente definiti. I produttori avrebbero lavorato tanto quanto occorreva a soddisfarli, quindi ogni lavoratore sarebbe venuto a godere, in egual misura, dei benefici conseguenti l'aumento della produzione. La comunità rurale in ambito agricolo e il cooperativismo in quello industriale e manifatturiero avrebbero combinato lo sviluppo della produzione su larga scala con il benessere delle classi lavoratrici.
Il socialismo così inteso può essere definito utopistico solo nell'accezione marxista del termine, che vede nel proletariato la classe deputata a realizzare la rivoluzione, giacché, diversamente dai massimi esponenti di questa dottrina come Fourier e Owen, per Černyševskij la trasformazione della società su basi egualitarie non può avvenire da sé, senza il rovesciamento dell'ordine costituito. Occorre infine sottolineare che, grazie all'obščina, i contadini russi erano ideologicamente più affini al proletariato, nel rivendicare il possesso comune dei mezzi di produzione, che ai propri pari europei, maggiormente sensibili all'idea della proprietà privata, e che pertanto la rinascita morale e sociale del Paese, mediante un atto rivoluzionario, poteva a ragione essere fondata su di loro.

## Il materialismo e il principio etico dell'egoismo razionale

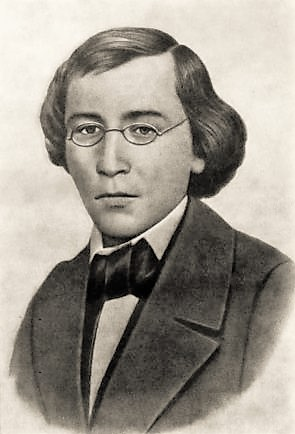
Nikolaj Černyševskij nel 1859

Desiderando contrapporsi sia alla metafisica tradizionale che al meccanicismo di stampo cartesiano, il quale inserisce nella realtà il dualismo della res cogitans e della res extensa, Černyševskij afferma, sulla scia dei lavori di Jacob Moleschott, la perfetta unità della materia, organica e inorganica. In una lettera scritta da Viljujsk ai figli, sintetizza il suo materialismo in questi termini: «Tutto ciò che esiste è materia. La materia possiede delle qualità. La manifestazione delle qualità sono le forze. Tutto ciò che definiamo leggi di natura sono i modi di agire di queste forze».
Černyševskij sviluppò la propria concezione filosofica in un saggio edito nel 1860 sui numeri 4 e 5 del Sovremennik, dal titolo Il principio antropologico in filosofia, che aveva l'aspetto di una recensione poco lusinghiera al libro di Lavrov, Saggi su questioni di filosofia pratica (Očerki voprosov praktičeskoj filosofii), accusato di eclettismo e, in ultima analisi, di andare a raccogliere impressioni da ogni dove senza poter proporre al pubblico un pensiero coerente. Al di là dell'immediato — e ingannevole — spirito polemico, nonché dello stile prolisso che sembra non voler mai giungere al nocciolo della questione, lo scritto è il maggior contributo reso in ambito filosofico da Černyševskij, quello in cui porta a compimento la protesta contro la morale ufficiale, rea di mortificare l'individuo e di comprimerne le spinte ideali entro gli angusti limiti di un ordine religioso e poliziesco, per fondare una nuova etica che fosse congrua alla sfida di radicale rinnovamento imposta dai tempi.
Il materialismo inteso in senso monistico gli consentiva di poter trasferire nel campo delle scienze morali lo stesso determinismo presente nelle scienze naturali, e in questo precisamente si compone il significato del principio antropologico:
« Il lettore ha potuto capire in cosa consiste tale principio... consiste nel fatto che l'uomo deve essere ritenuto un essere unico che ha una sola natura, per non scindere la vita umana in due metà che appartengono a differenti nature e per considerare ogni aspetto dell'attività umana come un'attività di tutto il suo organismo dalla testa ai piedi inclusi ».
 Feuerbach aveva già restituito all’uomo, liberato da ogni pastoia divina, il suo spazio autonomo in filosofia, ma Černyševskij intende andare oltre e fare della morale una scienza come la fisica.
Analizzando le motivazioni che stimolano le azioni dell'uomo, egli le riconduce tutte al solo principio dell'interesse personale. Il recupero del concetto di egoismo non è in sé originale, avendo compiuta la stessa operazione Herzen, sebbene solamente per affermare il diritto della persona alla piena realizzazione della propria natura. Černyševskij, invece, allarga questo concetto dall'individuo al tessuto socio-economico in cui vive, caratterizzato dalla rapida espansione impressa alla produzione dal capitalismo. Dopo aver spiegato che l'interesse guida l'uomo alla ricerca di ciò che gli procura piacere e a rifuggire ciò che cagiona dolore, definisce cosa utile quella che assicura un piacere duraturo e bene, «il grado superlativo dell'utilità».
A questo punto parrebbe che l'etica di Černyševskij si configuri come utilitaristica, ma le conclusioni del suo ragionamento sono diametralmente opposte, in quanto l'utile di cui parla non è personale bensì generale. Poiché l'interesse conduce ad abbracciare il vantaggio più grande e a tralasciare il più piccolo, presto l'uomo avrebbe compreso che l'interesse collettivo è superiore a quello individuale, in quanto al vertice di un'ipotetica gerarchia di beni riposano quegli atti che recano il massimo di utilità (lo stesso nel linguaggio di Černyševskij che bene, vantaggio, piacere) possibile al maggior numero di persone. Questa presa di coscienza era al momento patrimonio di una minoranza di uomini nuovi, ma presto lo sarebbe stata di tutti, grazie al progresso delle conoscenze scientifiche e alla diffusione della cultura. Appare dunque evidente quale ruolo rivesta l'intelligencija come forza in grado di diffondere il sapere nel popolo, di mostrargli cosa sia il bene e come procurarselo. Le persone che si accostano alla cultura, non possono non riconoscere la superiorità dell'interesse generale su quello individuale, dopo l'affermazione dell'iniquo sistema produttivo capitalista. Černyševskij salda così in un tutt'uno in evoluzione l'economia, la morale, la cultura. All'uomo nuovo, ossia all'intellettuale di estrazione popolare, il cosiddetto raznočinec, era affidato il compito di conciliare l'interesse individuale con quello sociale, favorendo la formazione di una coscienza collettiva che facesse comprendere alla gente l'urgenza di assicurare il benessere alla maggioranza del popolo in un momento di grandi mutamenti economici, che rischiava di aggravare le condizioni di vita proprio dei più disagiati.

Černyševskij tornerà a riaffermare l'insostituibile funzione dell'intelligencija nell'avanzamento del sapere presso le classi lavoratrici, cui era demandata l'opera di ricostruzione della società, in uno degli ultimi articoli scritto prima della morte, Il carattere generale degli elementi che promuovono il progresso, dove scrive:
« Se noi uomini di cultura di una nazione qualunque, desideriamo il bene dei nostri connazionali... dobbiamo far loro conoscere ciò che è buono e sforzarci di crear loro le possibilità di assimilarlo... Quando solo l'ignoranza di ciò che è buono è di ostacolo al trionfo del bene sul male, il nostro desiderio di portare dei miglioramenti nella vita dei nostri connazionali può facilmente esser portato a compimento... Fatta eccezione per... pochi individui dalla morale perversa, il resto dei semplici, come degli uomini di cultura, desidera comportarsi bene; e se costoro conducono un'esistenza malvagia è solo perché condizioni di vita vessatorie li costringono a tanto. »

## Lettere senza indirizzo
(Nikolaj Gavrilovič Černyševskij, Lettere senza indirizzo. Citato in Il populismo russo, p. 121)

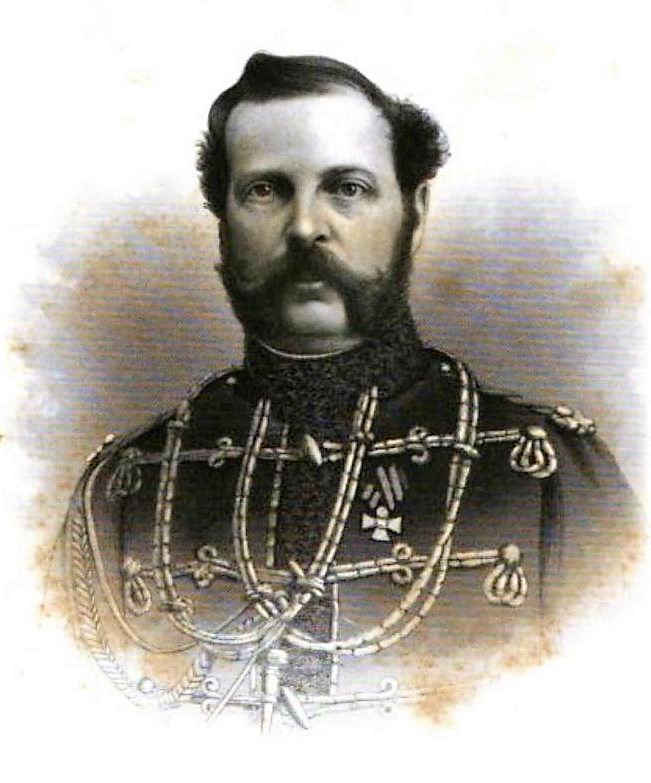
Alessandro II in un'incisione del 1873 ca.

L'estremo atto politico compiuto da Černyševskij prima dell'arresto, furono cinque articoli scritti in forma di lettere indirizzate ad Alessandro II, cui si rivolge solo con l'appellativo «Sire», ma diretti in realtà alle forze liberali dell'intelligencija, per avvicinarle all'ala radicale rappresentata dal Sovremennik. Il tentativo però non riuscì perché la censura non permise la pubblicazione neppure del primo pezzo.
Per l'ultima volta da uomo libero Černyševskij torna sulla riforma che l'anno precedente aveva abolito la servitù, espone le cause che l'avevano resa inevitabile, analizza la reazione ad essa dei vari elementi sociali, spiega come sia inadeguata — e non potesse essere altrimenti — perché inquinata fin dall'inizio dallo spirito burocratico.

Nella prima lettera, datata 5 (17) febbraio, Nikolaj Gavrilovič paventa al sovrano la reale possibilità di un'imminente rivolta contadina e valuta un evento simile disastroso non solo per il governo, ma anche per gli stessi progressisti. Il popolo era sfiduciato, non credeva più a nessuno, neppure agli «uomini nuovi», i quali avevano davvero a cuore i suoi interessi, per quanto in fondo erano altro dal popolo e temevano la sua rabbia distruttrice. Con la consueta ironia dissimulatrice, Černyševskij scrive:
« La paura per le nostre persone e per i nostri interessi, ci accieca a tal punto che non vorremmo neppur cercare quale sia il corso degli eventi più onorevole per il popolo stesso; e noi siamo pronti, per evitare uno sbocco che ci fa paura, a dimenticare tutto, sia il nostro amore per la libertà, sia il nostro amore per il popolo. »
 Ed ecco che Nikolaj Gavrilovič si dichiara traditore del popolo per scongiurare una crisi rivoluzionaria invisa parimenti al governo e a chi poneva la cultura al di sopra del popolo «ignorante, dominato da rozzi pregiudizi» e dall'odio per quel che si discostava «dalle sue abitudini selvatiche». Ma avrebbe potuto il tradimento recare soccorso al governo e alla civiltà? Il dubbio era legittimo perché chi aveva gli strumenti e il potere per cambiare la storia, ossia il sovrano, mancava della necessaria volontà. Sarebbe stato meglio allora da uomo prudente quale lui, Černyševskij, era, tacere, ma ciò nondimeno, essendo anche e soprattutto uno scrittore, si sarebbe lasciato vincere dalla speranza illusoria che la parola avrebbe saputo illuminare le menti e fatto coltivare il buon senso.
La seconda lettera, datata 6 (18) febbraio, identifica nella sconfitta subita in Crimea l'antefatto da cui aveva avuto origine l'affrancamento della servitù della gleba. L'incrollabile fiducia nella vittoria, giustificata dalla potenza dell'esercito, dalla presunta affidabilità della moneta e del sistema creditizio, erano stati messi in discussione dalla debacle, e la conseguente delusione aveva fatto volgere lo sguardo al complesso ingranaggio organizzativo della Russia, il cui tratto più visibile era la servitù. In realtà — argomenta Černyševskij — non era stato provocato che «un piccolo strappo nel nostro vestito e dapprima abbiamo pensato che bisognasse solo rattopparlo; ma iniziando il rammendo abbiamo notato sempre più che la stoffa era lisa ovunque la toccassimo; ed ecco che ora... tutta la società comincia a riconoscere la necessità di rivestirsi da capo a piedi». E così l'opera di riforma, che doveva essere nelle intenzioni limitata, aveva finito con il coinvolgere la Russia nel suo complesso. Ai quattro gruppi sociali principali: il potere burocratico, gli intellettuali, i nobili proprietari terrieri e i contadini, direttamente coinvolti nella questione, si erano pian piano aggiunti gli elementi più illuminati degli altri ceti che, non avendo alcun interesse personale a sostenere la servitù, avevano maturato una naturale simpatia per la drammatica condizione di vita dei contadini.
La terza lettera, che reca la stessa datazione della seconda, analizza i quattro gruppi sociali succitati. Il potere assoluto aveva creato la nobiltà, cui si era sempre appoggiato, dandole dei privilegi, primo tra tutti, la manodopera gratuita, ossia i servi della gleba. Ma dopo la guerra fallimentare in Crimea, il partito liberale aveva alzato la testa e il governo, preso mano alla riforma. Tuttavia lo zar non aveva potuto portare avanti un programma che mal si accordava con i suoi principi e che era d'altri, dei liberali, ledendo per di più gli antichi privilegi della sua nobiltà. La riforma quindi non era stata compiuta in maniera soddisfacente e infatti aveva conservato «l'essenza della servitù abolendone le forme». Da parte sua la nobiltà si era resa conto che in pratica, senza le forme, la sostanza non può sopravvivere e ne aveva tratto la conclusione che il potere non avesse la forza sufficiente per difenderla e che avrebbe dovuto tutelare da sola i propri privilegi. Dovendo trovare dove ripararsi altrove, si era fatta promotrice, come a Tver' il 3 (15) febbraio 1862, delle istanze liberali. A parte una residua attenzione per la questione dell'indennizzo da percepire per la perdita del lavoro servile, essa ormai chiedeva la libertà di parola, l'ammodernamento del sistema giudiziario e degli organi amministrativi. I servi, dal canto loro, non credevano che quella approvata fosse la vera riforma e attendevano novità in un clima di grande agitazione che sfociava in sollevazioni regolarmente represse nel sangue.
Nella quarta lettera del 13 (25) febbraio, Černyševskij illustra la natura servile dell'ordine burocratico, in virtù del quale era stato possibile che una riforma pensata sulla carta per essere sottoposta al «giudizio di tutti», in realtà aveva finito con l'esprimere unicamente il volere del sovrano. Infatti, ai vari livelli della macchina burocratica, i funzionari erano semplici strumenti, non esprimevano opinioni, ma tendevano a compiacere il superiore di cui si sforzavano di interpretarne la volontà, di modo che, pur ammettendo le buone intenzioni del potere, la sua genuina volontà di conoscere il parere degli specialisti e degli altri organi rappresentativi, nessuno si sarebbe sentito veramente autorizzato a fare obiezioni o proporre modifiche. In un sistema simile, piramidale, il progetto di riforma preparato dal governo, a sua volta pura emanazione dei desideri imperiali, alla fine delle varie consultazioni, non poteva che restare pressoché invariato.
L'ultima breve lettera del 16 (28) febbraio espone come, dopo l'abolizione del servaggio, la superficie delle terre data ai contadini, e comunque soggetta a riscatto, fosse minore rispetto a quella lavorata prima, e come gran parte dei servi fosse ancora costretta a pagare all'ex padrone o l'obrok, cioè un tributo in denaro, per di più aumentato del 10%, o a fornire la barščina, cioè una serie di prestazioni obbligatorie. La riforma aveva dunque peggiorato la condizione di vita dei contadini, e Černyševskij, scusandosi di aver violato i convenevoli, «imponendo le mie spiegazioni a un uomo che non le aveva affatto richieste», si prende il diritto di non rispettarli «neppure nella conclusione della mia corrispondenza», e si firma col suo nome invece di terminare, «secondo l'uso, dicendomi "pronto a servirvi" e "vostro servo devotissimo"».

## Che fare?

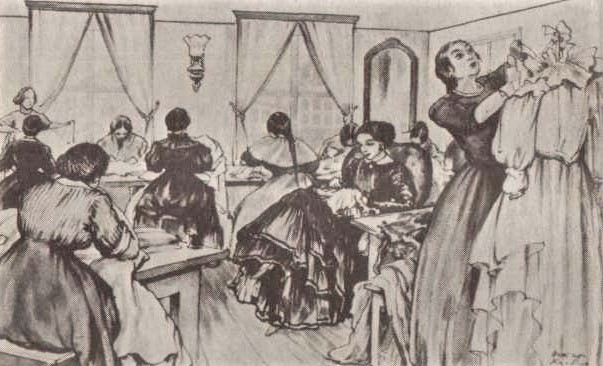
Illustrazione che rappresenta la sartoria di Vera Pavlovna, protagonista del romanzo "Che fare?"

Prigioniero nella Fortezza, Černyševskij accarezzò l'ambizioso progetto di redigere una Storia della vita materiale e spirituale dell'umanità (Istorija material'noj i umstvennoj žizni čelovečestva), con annesso dizionario critico delle idee e dei fatti presentati, ma l'impossibilità di reperire i materiali lo portò verso la narrativa. In una lettera spiega che questo genere di scrittura è adatto a una persona non più giovane e che lui, prima dell'arresto, aveva stabilito di dedicarcisi molto più in là con gli anni. «Il romanzo è una cosa destinata alla massa del pubblico, è la cosa più seria, più da anziani tra le occupazioni di uno scrittore. La leggerezza della forma dev'essere riscattata dalla solidità dei pensieri che così vengono infusi nelle masse». Nacque così il romanzo Che fare?, storia della genesi di quell'intelligencija radicale che, in una Russia gretta e dispotica, stava tentando di crearsi una vita diversa, «personalmente libera e insieme dedita al popolo». In questo romanzo, destinato a plasmare generazioni di rivoluzionari alla lotta contro l'autocrazia, Černyševskij riversa sentimenti e idee della sua giovinezza, nonché gran parte degli elementi costitutivi della sua personalità: il duro codice morale cui uniformare pensieri e azione, le introspezioni serrate e feroci, qualche stranezza motivata dallo scopo di fare il proprio interesse e insieme quello degli altri, così da mettere in pratica il principio filosofico dell'egoismo razionale, da lui teorizzato nel saggio Il principio antropologico in filosofia, laddove aveva spiegato come la convergenza fosse possibile in virtù della natura ideale, morale del tornaconto personale. Per gli uomini nuovi «il massimo godimento sta nell'essere giudicati nobili da coloro di cui hanno stima» e a tal fine si adoperano in mille modi per raggiungere i loro scopi, onesti e utili agli altri.
L'intreccio di carattere sentimentale è dunque soltanto un pretesto per trattare tematiche che rispondevano ai bisogni, alle ansie, ai travagli delle giovani generazioni: la critica della famiglia tradizionale, in quanto ostacolo al libero dispiegarsi della reale personalità dell'individuo; l'emancipazione della figura femminile; i rapporti affettivi e sessuali tra l'uomo e la donna; l'introduzione del modello cooperativistico nell'industria manifatturiera; l'autoeducazione come sforzo costante della volontà, teso al miglioramento di se stessi. Ma, mentre Černyševskij delinea un nuovo modo di essere e di vivere, lascia al contempo intendere che le buone intenzioni di pochi uomini illuminati non sono sufficienti a garantire cambiamenti profondi e duraturi in un quadro politico immutato, che il «fare» consiste nella «trasformazione radicale dell'intero assetto sociale», opera di individui dall'evoluta coscienza rivoluzionaria e votati al sacrificio di sé, come Rachmetov.

## Prologo: il secondo romanzo

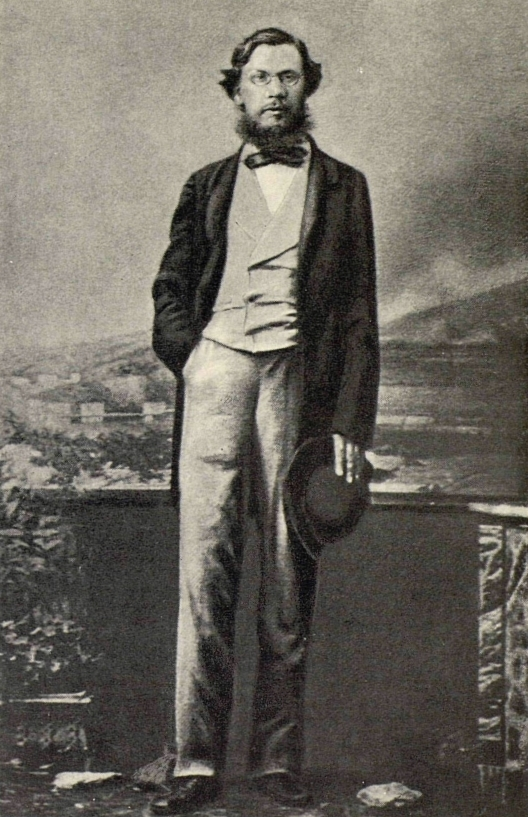
Dobroljubov, ispiratore del personaggio di Levickij, a Napoli nel maggio 1861

Se Che fare? è l'opera universalmente più nota di Černyševskij, non è tuttavia l'unico suo romanzo di pregio, dato che tra il 1867 e il 1870, scrisse l'incompiuto Prolog (in russo: Пролог), titolo emblematico che sta a indicare come gli eventi, anzi i caratteri e le discussioni, descritti e risalenti agli anni antecedenti l'editto di liberazione dei contadini, siano una sorta di preparazione alla vera storia: la prossima ventura rivoluzione contadina.
Diviso in due parti, "Il prologo del prologo" e "Dal diario di Levickij", il romanzo fu scritto nel periodo di detenzione nel villaggio di Aleksandrovskij Zavod. Il 12 (24) gennaio 1871 Černyševskij inviò il testo alla moglie chiedendole di pubblicare la prima parte, ovviamente all'estero, e di conservare la seconda. Ma la censura impedì che il materiale giungesse a destinazione, e così l'opera sarà edita a Londra dal Vperëd di Lavrov nel 1877, grazie a una copia manoscritta dallo studente rivoluzionario Mitrofan Danilovič Muravskij (1835/1837-1879), compagno di Černyševskij negli stessi anni ad Aleksandrovskij Zavod. La prima pubblicazione in patria fu di poco posteriore al Che fare?, nel 1906, come parte delle Opere complete, a cura del figlio di Černyševskij, Michail Gavrilovič.
Prologo è un romanzo sociale e psicologico, apertamente autobiografico, nel quale Černyševskij ricrea il vivace clima culturale di un periodo cruciale della storia russa e delinea con scettica ironia i tipi più rappresentativi delle tre correnti che allora, alla fine degli anni '50, avevano preso parte al dibattito sulla riforma contadina: conservatori, liberali, democratici. I personaggi sono calchi di modelli reali: Černyševskij e sua moglie Ol'ga sono Aleksej Ivanovič Volgin e la consorte Lidija Vasil'evna; Vladimir Alekseevič Levickij è Dobroljubov; il conte Čaplin è Murav'ev (1796-1866), un ultra conservatore costretto a dimettersi per la sua opposizione alle riforme volute da Alessandro II; Rjazancev è il noto scrittore liberale Kavelin (1818-1885); Savelov è Miljutin (1816-1912), ministro della Guerra di Alessandro II dal 1861 al 1881.
Tema centrale del romanzo è il conflitto tra i democratici rivoluzionari da una parte, e i conservatori, cui vanno aggiunti i liberali, dall'altra. Questi ultimi sono solo apparentemente diversi dai reazionari, perché in realtà dietro le loro belle frasi sul benessere del popolo, sono ostili ad esso e nemici dei democratici non meno dei conservatori. Questa gente, liberali e conservatori, cerca solo di guadagnare dalla riforma un avanzamento di carriera, di proteggere i propri immediati interessi, e nel corso della vicenda non pochi sono i trasformisti che passano nel campo avverso, per ragioni di vile opportunismo. Inizialmente i liberali, e anche i nobili favorevoli alla liberazione dei servi, sembrano decisi a difendere le proprie posizioni con energia; poi, si tirano indietro timorosi. Volgin è un rivoluzionario, un organizzatore di talento e un cospiratore, che guarda al movimento per le riforme con atteggiamento critico e scettico, sapendo bene che non approderà a nulla di concreto, che non ne scaturirà alcun reale cambiamento. Volgin osserva e non interviene, intenzionato a muoversi solo quando i tempi saranno maturi per un'azione decisiva. Egli incarna la tragedia dell'intellettuale progressista conscio della necessità di una rivoluzione contadina in Russia e, d'altra parte, della sua inattuabilità a causa dell'inerzia delle masse. La consapevolezza di non poter liberare chi non vuole essere liberato, è all'origine del dramma di intellettuali come Volgin, socialmente impegnati e che non possono trovare la felicità nella dimensione ristretta della propria vita personale. La delusione nei confronti di liberali, conservatori e contadini, tutti in principio propensi alla lotta e, a un ordine dello zar, ipso facto solleciti a tirarsi proni indietro, fa dire amaramente a Volgin: «Miserabile nazione, miserabile nazione, nazione di schiavi, dall'alto in basso son tutti soltanto schiavi».
Unica persona che Volgin sente affine al suo modo di pensare e di interpretare la realtà è lo studente ventunenne dell'Istituto pedagogico Levickij, il quale dopo aver accettato un impiego come precettore nella famiglia del ciambellano di corte, fa perdere le proprie tracce. Messosi sulle sue tracce Volgin scopre che il giovane, ammalato, è tornato a San Pietroburgo. Le cause della scomparsa sono l'argomento della seconda, incompiuta, parte del romanzo, che si snoda nella forma del diario e che copre i mesi tra il maggio e l'agosto del 1857. Da esse si desume che Levickij vive lo stesso dramma politico di Volgin, aggravato però dalla mancanza di un amore duraturo. Per quanto tenti di legarsi, egli s'imbatte costantemente nella stupidità altrui, e ogni sua apertura si risolve nel dolore di non essere capito.
Diversamente da Che fare?, opera pervasa dalla fiducia in un prossimo rivolgimento e che guarda con ottimismo al futuro, Prologo è una malinconica riflessione sul passato e su quante vite, utili al progresso, sono andate perdute a causa del mancato evento rivoluzionario.

## Opere
In Russia, tra il 1939 e il 1953, è stata pubblicata in sedici volumi la Polnoe sobranie sočiinenij [Raccolta completa delle opere].

### Scritti principali

#### Romanzi
- 1862-1863. Čto delat'? Iz rasskazov o novych ljudjach [Che fare? Dai racconti sugli uomini nuovi]
- 1867-1870. Prolog. Roman iz načala šestidesjatych godov [Prologo. Romanzo dei primi anni '60] (incompiuto)

#### Racconti
- 1863, Alfer'ev
- 1889. Večera u knjagini Starobel'skoj [Serate dalla principessa Starobel'skaja] (inedito)

#### Scritti di critica letteraria
- 1849. O «Brigadire» Fonvizina [Sul «Brigadiere» di Fonvizin]
- 1854. Ob iskrennosti v kritike [Sulla sincerità della critica]
- 1854. Bednost' ne porok. Komedja A Ostrovskogo [La povertà non è un vizio. Commedia di A. Ostrovskij]
- 1855-1856. Očerki gogolevskogo perioda russkoj literatury [Saggi sul periodo gogoliano della letteratura russa]
- 1856. Aleksandr Sergeevič Puškin. Ego žizn' i sočinenija [Aleksandr Sergeevič Puškin. La sua vita e le opere]
- 1856. Stichotvorenija Kol'cova [Poesie di Kol'cov]
- 1856. Stichotvorenija Ogarëva [Poesie di Ogarëv]
- 1856. Detstvo i otročestvo. Voennye rasskazy grafa L. N. Tolstogo [Infanzia e adolescenza. Storie militari del conte L. N. Tolstoj]
- 1857. Lessig. Ego vremja, ego žizn' i dejatel'nost' Lessing. Il suo tempo, la sua vita e attività]
- 1858. Russkij čelovek na rendez-vous. Razmyšlenija po pročtenii povesti g. Turgeneva «Asja» [L'uomo russo al rendez-vous. Riflessioni dopo la lettura di «Asia» del sig. Turgenev]

#### Scritti di filosofia e di estetica
- 1855. Ėstetičeskie otnošenija iskusstva k dejstvitel'nosti [I rapporti estetici tra arte e realtà]
- 1855. Vozvyšennoe i komičeskoe [Il sublime e il comico]
- 1858. Kritika filosofskich predubeždenij protiv obščinnogo vladenija [Critica dei pregiudizi filosofici contro la proprietà comune della terra]
- 1860. Antropoličeskij princip v filosofi. «Očerki voprosov praktičeskoj filosofii». Sočinenie P. L. Lavrova [Il principio antropologico in filosofia. «Saggi su questioni di filosofia pratica». Opera di P. L. Lavrov]
- 1885. Charakter čelovečeskogo znanija [Carattere della conoscenza umana]
- 1888. Proischoždenie teorii blagotvornosti or'by za žizn. Predislovie k nekotorym traktatam po botanike, zoologii i naukam o čelovečeskoj žizni. [Origine della teoria sulla benefica lotta per la vita. Prefazione a certi trattati di botanica, zoologia e scienze della vita umana]
- 1888. Obščij charakter ėlementov proizvodjaščich progress [Il carattere generale degli elementi che promuovono il progresso]

#### Scritti di pubblicistica su temi economico-politici
- 1857. «Russkaja Beseda» i slavjanofil'stvo [«La Conversazione Russa» e lo slavofilismo]
- 1857. O pozemel'noj sobstvennosti [Sulla proprietà fondiaria]
- 1858 Kaven'jak [Cavaignac]
- 1858. Ijul'skaja monarchija [La monarchia di luglio]
- 1859. Sueverie i pravila logiki [La superstizione e le regole della logica]
- 1859. Kapital i trud [Il capitale e il lavoro]
- 1860. Istorija civilizacii v Europe ot padenija Rimskoj imperii do Francuzskoj revoljucii [La storia della civiltà in Europa dalla caduta dell'Impero romano fino alla Rivoluzione francese]
- 1861. O pričinach padenija Rima [Sulle cause della caduta di Roma]
- 1861. Graf Kavur [Il conte di Cavour]
- 1862. Pis'ma bez adresa [Le lettere senza indirizzo]

#### Traduzioni
- 1858-1860. «Istorija vosemnadcatogo stoletija devjatnadcatogo do padelija francuzskoj imperii» F. K. Šlossera [«La storia dei secoli diciottesimo e diciannovesimo fino alla caduta dell'Impero francese», di F. C. Shlosser]
- 1860. «Osnovanija političeskoj ėkonomii» D. S. Millja (so svoimi primečanijami) [«Fondamenti di economia politica», di J. S. Mill (con le sue note)]
- 1861-1863. «Vsemirnaja istorija» F. K Šlossera [«Storia del mondo», di F. C. Shlosser]
- 1863-1864. «Ispoved'» Ž. Ž. Russo [«Le confessioni», di J. J. Rousseau]
- 1884−1888. «Vseobščaja istorija» G. Vebera [«Storia universale», di G. Weber]

#### Memorie
- 1861. N. A. Dobroljubov. Nekrolog [N. A. Dobroljubov. Un necrologio]
- 1883. Zamekti o Nekrasove [Note su Nekrasov]
- 1884−1888. Materialy dlja biografii N. A. Dobroljubova, sobrannye v 1861—1862 [Materiali per una biografia di N. A. Dobroljubov, raccolti nel 1861-1862]
- 1884−1888. Vospominanija ob otnošenijach Turgeneva k Dobroljubovu i o razryve družby meždu Turgenevym i Nekrasovim [Ricordi sui rapporti di Turgenev con Dobroljubov e sulla fine dell'amicizia tra Turgenev e Nekrasov]

### Traduzioni italiane
- Che fare?, trad. di F. Verdinois, Fratelli Treves, Milano, 1906; poi Garzanti Editore, Milano, 1974, pp. XX-260
- Che fare?, trad. integrale di Ignazio Ambrogio, Universale Economica, Milano, 1950
- Che fare? Dai racconti sugli uomini nuovi, trad. integrale su testo filologicamente corretto di I. Ambrogio, Editori Riuniti, Roma, 1977; poi Edizioni Studio Tesi, Pordenone, 1990, pp. L-477
- Arte e Realtà, Edizioni Rinascita, Roma, 1953
- Rapporti fra Arte e Realtà nell'Estetica, Edizioni Rinascita, Roma, 1954
- Saggi sul periodo gogoliano, Edizioni Rinascita, Roma, 1954
- Saggi Critici, trad. di Alessandra Braschi e Aurelio Montingelli, pref. di Aleksandr Lebedev, Edizioni Raduga, Mosca, 1984
- Lettere senza indirizzo, in Il populismo russo, a cura di Giorgio Migliardi, pp. 93-134, Franco Angeli, Milano, 1985
- Scritti politico-filosofici, a cura di M. Natalizi, Pacini Fazzi editore, Lucca, 2001

## Estimatori e critici

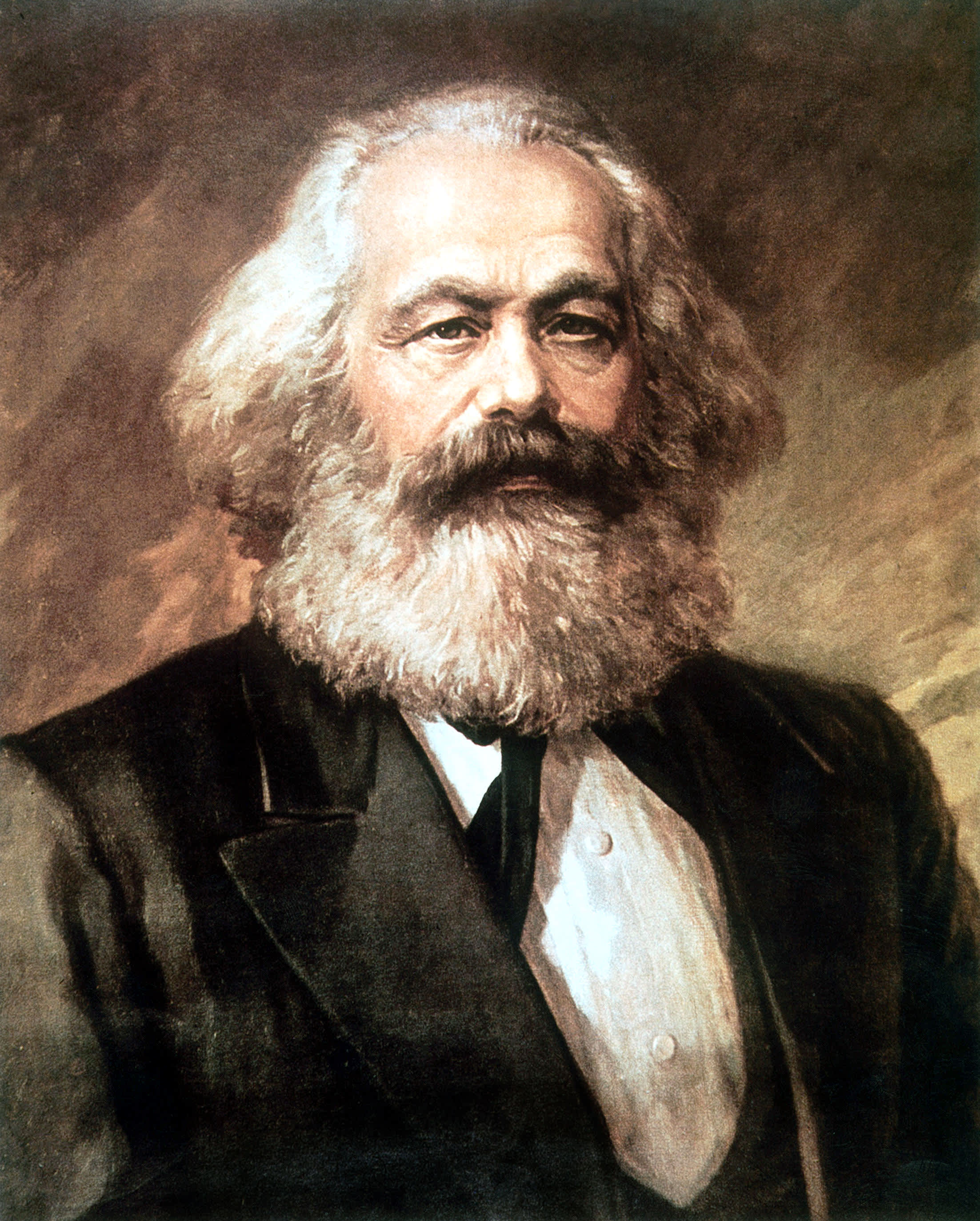
Karl Marx

È quasi superfluo sottolineare che il giudizio critico su Černyševskij, non solo dell'uomo politico ma anche del letterato, non abbia mai trasceso l'elemento ideologico e da esso sia stato oltre che influenzato, reso parziale. Va da sé quindi che gli estimatori siano schierati tra le file dei rivoluzionari, e che i critici si collochino tutti nell'area avversa.
Karl Marx ebbe grande stima e considerazione per Černyševskij. All'epoca in cui ebbe rapporti con German Lopatin e poi con Nikolaj Daniel'son (1844-1918), in relazione alla traduzione russa del primo libro de Il Capitale, già aveva sviluppato un certo interesse per il pubblicista deportato in Siberia. L'amicizia con Daniel'son (Lopatin era rientrato in patria con l'intenzione di trarre dall'esilio Černyševskij) fu proficua sotto diversi aspetti, non ultimo quello di avvicinarlo al pensiero di Nikolaj Gavrilovič. Fu merito infatti di Daniel'son se egli fu uno dei primi a leggere nel 1872 le Lettere senza indirizzo, scritte da Černyševskij poco prima dell'arresto nel 1862, inedite in Russia fino al 1906 e pubblicate una prima volta a Ginevra nel 1874. Ne tradusse in tedesco intere pagine e riassunse le restanti. Quando Lopatin fallì nell'impresa di restituire la libertà a Černyševskij, Marx pensò di scrivere un saggio su di lui, che unisse elementi biografici con l'analisi del pensiero, per «risvegliare la simpatia» dell'Occidente nei suoi confronti. Il progetto non giunse a compimento, ma Marx rese omaggio a Černyševskij nel poscritto alla seconda edizione tedesca de Il Capitale del 1873, allorché, nel rilevare come, pur essendo il capitalismo inconciliabile con le rivendicazioni del proletariato, qualche economista, specialmente John Stuart Mill, avesse tentato un avvicinamento, affermò che la «dichiarazione di fallimento dell'economia "borghese"» era stata egregiamente messa nero su bianco dal «grande dotto e critico russo N. Černyševskij nella sua opera Lineamenti dell'economia politica secondo il Mill».
Lenin amò molto Černyševskij, variamente da lui definito «il nostro grande utopista russo», «il grande socialista russo del periodo pre-marxista», «il grande democratico russo che ha dato la vita per la causa della Rivoluzione». Disse anche che nei suoi scritti «alitava lo spirito della lotta di classe». Mentre era in esilio nel villaggio di Kokuškino, dal dicembre 1887 all'ottobre dell'anno successivo, Lenin lesse vari testi di Černyševskij, ne ammirò l'erudizione e la vis polemica. Riuscì a procurarsi l'indirizzo dove l'esule viveva e gli inviò una lettera, che tuttavia rimase senza risposta perché intercettata probabilmente dalla polizia. Così come «esistono musicisti dei quali si dice che posseggono l'orecchio assoluto» — scrive Lenin — «esistono altre persone delle quali si può dire che hanno un istinto rivoluzionario assoluto. Così era Marx e così era pure Černyševskij». Per Lenin, il massimo merito di Nikolaj Gavrilovič fu che questi «non solo ha mostrato come ogni persona veramente onesta e dal pensiero retto, deve essere rivoluzionaria, ma anche, ancora più importante, come essere rivoluzionaria, quali debbano essere le sue linee guida, quale il suo obiettivo e come raggiungerlo, quali metodi e mezzi usare per la sua realizzazione». «Davanti a tali meriti», continua, «impallidiscono i suoi errori, imputabili per giunta, non tanto a lui, quanto all'arretratezza dei rapporti sociali del suo tempo». Černyševskij restò uno dei riferimenti costanti di Lenin durante la sua attività di rivoluzionario, al punto tale che l'ultima settantina di pagine dei Quaderni filosofici, redatti tra il 1895 e il 1917 sotto forma di riflessioni suscitate dalla lettura delle opere di Marx, Engels, Feuerbach e, in particolare, di Hegel, sono un omaggio a lui tributato. Come pure l'aver intitolato, anni prima, Che fare? il suo scritto sull'organizzazione del partito rivoluzionario. Parlando con il critico marxista Vaclav Vorovskij della grande influenza avuta su di lui dal romanzo di Černyševskij, riletto con più attenzione dopo l'esecuzione del fratello Aleksandr, quando ne aveva compreso «la profondità» e ricevuto «la carica per tutta la vita», Lenin ha dichiarato: «Prima di conoscere le opere di Marx, Engels, Plechanov, su di me esercitò l'azione principale, schiacciante solo Černyševskij, e cominciò dal Čto delat'?».
I critici di Černyševskij a lui contemporanei lo attaccarono per i suoi sentimenti socialisti da posizioni conservatrici, o per amore dell'arte, come difesa della sua autonomia, come fecero Družinin e Tolstoj, sebbene, anche in questi casi, si era in presenza di un'avversione al credo politico e filosofico professato dalla firma più nota del Sovremennik. Dopo il 1905, quando i suoi scritti cominciarono a circolare legalmente in Russia e, specialmente poi, con il trionfo della rivoluzione bolscevica, Černyševskij in patria non raccolse che lodi, incoraggiate dagli apprezzamenti di Lenin. Colui che riprese i vecchi toni polemici, venati da mordace ironia, fu Vladimir Nabokov nella complessa, disorganica, opera narrativa intitolata Il dono. Il protagonista del romanzo, Fëdor K. Godunov-Čerdyncev, un aspirante scrittore esule a Berlino, scrive una biografia, quasi una parodia, di Černyševskij, lasciando nondimeno trasparire qua e là, a fronte di una condanna senza appello dell'intellettuale nichilista, qualche nota di ammirazione per la fermezza e la dirittura morale dell'uomo.